# Český Brod (stacja kolejowa)
Český Brod – stacja kolejowa w miejscowości Český Brod, w kraju środkowoczeskim, w Czechach przy ulicy Krále Jiřího 212. Położona na linii kolejowej 011 Praga - Kolín na wysokości 225 m n.p.m.. 

## Linie kolejowe
- 011: Praga - Kolín